# Täby socken, Närke
Täby socken i Närke ingick i Örebro härad, ingår sedan 1971 i Örebro kommun och motsvarar från 2016 Täby distrikt.
Socknens areal är 22,75 kvadratkilometer, varav 22,01 land. År 2000 fanns här 351 invånare. Kyrkbyn Täby med sockenkyrkan Täby kyrka ligger i socknen. 

## Administrativ historik
Täby socken har medeltida ursprung.
Vid kommunreformen 1862 övergick socknens ansvar för de kyrkliga frågorna till Täby församling och för de borgerliga frågorna till Täby landskommun. Landskommunen inkorporerades 1952 i Mosjö landskommun som 1967 uppgick i Örebro stad som 1971 ombildades till Örebro kommun. Församlingen uppgick 2010 i Mosjö-Täby församling.
1 januari 2016 inrättades distriktet Täby, med samma omfattning som församlingen hade 1999/2000.  
Socknen har tillhört fögderier, tingslag och domsagor enligt vad som beskrivs i artikeln Närke. De indelta soldaterna tillhörde Närkes regemente, Edsbergs kompani och Livregementets husarkår, Örebro skvadron.

## Geografi
Täby socken ligger sydväst om Örebro kring Täljeån. Socknen är en slättbygd på Närkeslätten.

## Fornlämningar
Från järnåldern finns stensättningar och treuddar samt ett par gravfält. En runinskrift finns vid kyrkan.

## Namnet
Namnet (1415 Täbo) kommer från kyrkbyn och är en inbyggarbeteckning baserat på tä, 'fägata; bygata'.

## Befolkningsutveckling
| Befolkningsutvecklingen i Täby socken, Närke 1750–1990                                                  | Befolkningsutvecklingen i Täby socken, Närke 1750–1990 | Befolkningsutvecklingen i Täby socken, Närke 1750–1990 | Befolkningsutvecklingen i Täby socken, Närke 1750–1990 | Befolkningsutvecklingen i Täby socken, Närke 1750–1990 |
| --- | ------------------------------------------------------ | ------------------------------------------------------ | ------------------------------------------------------ | ------------------------------------------------------ |
| |                                                        |                                                        |                                                        |                                                        |
| År |                                                        |                                                        | Folkmängd                                              |                                                        |
| 1750 | 1750                                                   |                                                        | 447                                                    |                                                        |
| 1760 | 1760                                                   |                                                        | 411                                                    |                                                        |
| 1769 | 1769                                                   |                                                        | 404                                                    |                                                        |
| 1780 | 1780                                                   |                                                        | 404                                                    |                                                        |
| 1790 | 1790                                                   |                                                        | 455                                                    |                                                        |
| 1800 | 1800                                                   |                                                        | 437                                                    |                                                        |
| 1810 | 1810                                                   |                                                        | 443                                                    |                                                        |
| 1820 | 1820                                                   |                                                        | 503                                                    |                                                        |
| 1830 | 1830                                                   |                                                        | 610                                                    |                                                        |
| 1840 | 1840                                                   |                                                        | 695                                                    |                                                        |
| 1850 | 1850                                                   |                                                        | 740                                                    |                                                        |
| 1860 | 1860                                                   |                                                        | 745                                                    |                                                        |
| 1870 | 1870                                                   |                                                        | 795                                                    |                                                        |
| 1880 | 1880                                                   |                                                        | 831                                                    |                                                        |
| 1890 | 1890                                                   |                                                        | 740                                                    |                                                        |
| 1900 | 1900                                                   |                                                        | 737                                                    |                                                        |
| 1910 | 1910                                                   |                                                        | 668                                                    |                                                        |
| 1920 | 1920                                                   |                                                        | 604                                                    |                                                        |
| 1930 | 1930                                                   |                                                        | 547                                                    |                                                        |
| 1940 | 1940                                                   |                                                        | 501                                                    |                                                        |
| 1950 | 1950                                                   |                                                        | 418                                                    |                                                        |
| 1960 | 1960                                                   |                                                        | 354                                                    |                                                        |
| 1970 | 1970                                                   |                                                        | 310                                                    |                                                        |
| 1980 | 1980                                                   |                                                        | 342                                                    |                                                        |
| 1990 | 1990                                                   |                                                        | 362                                                    |                                                        |
| Anm: Källor: Umeå universitet - Tabellverket 1749-1859, Demografiska databasen, CEDAR, Umeå universitet |                                                        |                                                        |                                                        |                                                        |